# Epiphragma (Epiphragma) adoxum
Epiphragma (Epiphragma) adoxum is een tweevleugelige uit de familie steltmuggen (Limoniidae). De soort komt voor in het Oriëntaals gebied.